# P.S.アイ・ラブ・ユー (テレビドラマ)
『P.S.アイ・ラブ・ユー』（P.S. I Luv U） は、アメリカの犯罪ドラマ。
アメリカでは1991年9月15日から1992年1月4日まで全13話が放映された。
日本では関西朝日放送で2001年9月19日から12月19日に渡り放映され、LaLa TVでも放映された。

## 内容
ニューヨーク市警が計画した組織壊滅作戦のおとり捜査に絵画詐欺師のワンダ・タルバートが協力したのだが見事に失敗。マフィア組織に身分を知られたワンダは市警察の刑事ジョーイ・パチオリックと共に、連邦捜査局の証人保護プログラムの下で見せかけの夫婦ダニエルとコーディとして別人になりすまし、パーム・スプリングの調査会社の受付嬢と調査員になってマフィア組織から身を隠していた。だが、ワンダはデスクワークに退屈し、ジョーイの元に舞い込んだ事件に首を突っ込みトラブルに合いながらも次々と襲いかかる難事件を詐欺師&刑事の迷コンビが解決する。

## 登場人物
ダニエル・パウエル (Dani Powell) / ワンダ・タルバート (Wonda Talbert)
演：コニー・セレッカ (Connie Sellecca)、吹替：斉藤恵理
コーディ・パウエル (Cody Powell) / ジョーイ・パチオリック (Joey Paciorek)
演：グレッグ・エヴィガン (Greg Evigan)、吹替：高瀬右光
マシュー・ダーニング (Matthew Durning)
演：アール・ホリマン (Earl Holliman)、吹替：中庸助

## スタッフ
- 製作総指揮 - グレン・A・ラーソン
- 製作 - CBS エンターテイメント プロダクションズ、グレン・A・ラーソン プロダクションズ
- 放映 - 米国CBS

## 日本語版制作スタッフ
- 翻訳 - 今井朗子
- 演出 - 本吉伊都子
- 調整 - 飯村靖雄
- 制作協力 - グロービジョン

## エピソードリスト
アメリカで放送された順番に記載。
| 各話 | 邦題                   | 原題                                   | 放送日         |
| ---- | ---------------------- | -------------------------------------- | -------------- |
| 1    | 危険な2人              | PILOT                                  | 1991年9月15日  |
| 2    | 悪夢の殺人指令         | "Smile, You're Dead"                   | 1991年9月21日  |
| 3    | 新婚旅行は死の匂い     | "The Honeymooners"                     | 1991年9月28日  |
| 4    | 記憶をなくしたダニエル | "No Thanks for the Memories"           | 1991年10月5日  |
| 5    | 誘拐とダイヤモンド     | "Diamonds Are a Girl's Worst Friend"   | 1991年11月2日  |
| 6    | 目撃者はわんぱくキッズ | "Unmarried... With Children"           | 1991年11月9日  |
| 7    | 遠い日の黄金の行方     | "What's Up, Bugsy?"                    | 1991年11月16日 |
| 8    | ダニエルの裏切り?!     | "An Eye For An Eye"                    | 1991年11月30日 |
| 9    | 相続人になった犬       | "Where There's a Will, There's A Dani" | 1991年12月7日  |
| 10   | 狙われたスター         | "I'd Kill To Direct"                   | 1991年12月14日 |
| 11   | 隣人にご用心           | "There Goes The Neighborhood"          | 1991年12月21日 |
| 12   | ついに結婚!?           | "A Bundle of Trouble"                  | 1992年1月2日   |
| 13   | 2つの顔を持つ女        | "The Chameleon"                        | 1992年1月4日   |